# Joseph Berkson
Joseph Berkson (1899 – 1982) fue un estadístico estadounidense.
Aunque físico de formación, durante su carrera trabajó como estadístico. En 1950, mientras trabajaba en la Clínica Mayo escribió un artículo titulado Are there two regressions? en el que proponía un modelo de error para el modelo de análisis de regresión en contradicción con el clásico y que se conoce como modelo de error de Berkson. Mientras que el modelo de error clásico es independiente de la variable verdadera, en el de Berkson este es independiente de la variable observada. Carroll et al. (1995) se refieren a los dos tipos de error así:
- modelos de error, que incluye los modelos clásicos de medición del error y los modelos del error de calibración, donde se modela la distribución condicional de W given (Z,  X); el uso de tal modelo es adecuado cuando se trata de determinar X directamente, aunque esto se ve dificultado por varios errores de medición.
- modelos de calibración de la regresión (o de variable controlada o modelos de error de Berkson), en los que se modela la distribución condicional de X dados (Z, W).